# Hisingen

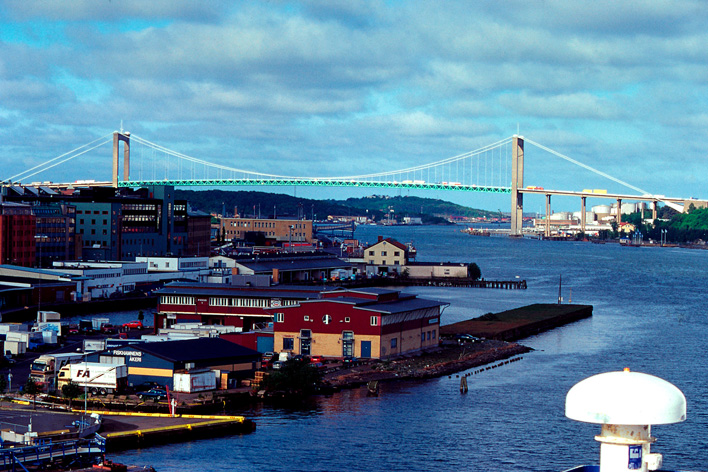
Most Älvsborg łączący Hisingen z południową częścią miasta Göteborg

Hisingen – pierwsza pod względem populacji i piąta pod względem powierzchni wyspa Szwecji (po Gotlandii, Olandii, Södertörn i Orust). Od południa i wschodu otoczona rzeką Göta älv, rzeką Nordra älv od północy, a od zachodu cieśniną Kattegat. Ma 197 km² powierzchni.
Część wyspy znajduje się w granicach miasta Göteborg – głównie jego część przemysłowo-portowa oraz przedmieścia. Również na wyspie zlokalizowany jest Port lotniczy Göteborg-City (we wsi Säve w północnej części wyspy).
We wsi Tumlehed na Hisingen znajdują się prehistoryczne malowidła naskalne, datowane na 3000 do 7000 lat temu.